# Praxiphane
a influencé les poètes et grammairiens grecs : Aratos, Callimacos
Praxiphane (grec moderne : Πραξιφάνες) est un philosophe péripatéticien et grammairien du IVe siècle av. J.-C., et du début du IIIe siècle. 

## Notice biographique
Né à Mytilène, disciple de Théophraste, très peu de choses sont connues de cet auteur, disciple et ami de Théophraste, il aurait été en accord avec lui pour ses opinions au sein de l'école du Lycée 
En effet il semble avoir collaboré a l'ouvrage  Sur les formes du  discours de son Maitre Théophraste . Maître d’Aratos de Soles, peut être d'Épicure et du poète Platon le Comique, il a ouvert une école – sans doute – à Rhodes. 

## Ouvrages
Praxiphane aurait critiqué le début du manuscrit du Timée de Platon sur le fond, et l’aurait peut-être dit inauthentique après son analyse de critique littéraire. Il a également mis en doute l’authenticité des 115 premiers vers du poème de La Théogonie du poète Hésiode. Il fut reconnu comme grammairien, parce qu’il est considéré comme un des fondateurs de la grammaire en tant que science. Il est l’auteur d’un dialogue , Les Poètes mettant en scène Platon le philosophe et le rhéteur Lysias.
Praxiphane dans cet ouvrage, nous a conservé un entretien, qu’ils eurent ensemble dans une maison de campagne où Platon avait  reçu Isocrate en tant qu"ami.
De même dans son autre dialogue sur l'Histoire il relatait que Thucydide était le contemporain de Platon le comique, du poète tragique Agathon, des poètes épiques Nicératos et Chérilus, du dithyrambique Mélanippide, et, de plus, qu'il resta obscur pendant la vie d'Archélaüs (roi de Macédoine).

## Œuvres
Deux ouvrages sous forme de dialogues relatant des discussions savantes entre contemporains et/ou des personnages connus  (Platon, Lysias, Thucydide...)
- Sur les Poètes
- Sur l'Histoire
- Sur l'amitié  (connu en raison d'une controverse avec les Epicuriens)[6]

Le texte ancien dit de l’Anonyme de Ménage le désigne – par erreur vraisemblablement – comme le septième successeur d'Aristote.[réf. nécessaire]